# Kawasaki ZRX 1200
Kawasaki ZRX 1200 je motocykl kategorie naked bike, vyvinutý firmou Kawasaki, vyráběný v letech 2001 až 2007, od roku 2008 se dále vyrábí pro Japonsko. Předchůdcem byl Kawasaki ZRX 1100 s nižším obsahem. Jedno barevné schéma bylo replikou závodní Kawasaki Z1 Eddie Lawsona z roku 1982, se kterou má designově podobné znaky, jako trojúhelníkovou zadní kyvnou vidlici, tvar nádrže a celkové vnější rysy. Vyráběl se ve třech provedeních, jako klasický naked-bike, model Kawasaki ZRX 1200R měl typickou hranatou kapotáž světlometu a model ZRX 1200S měl polokapotáž.

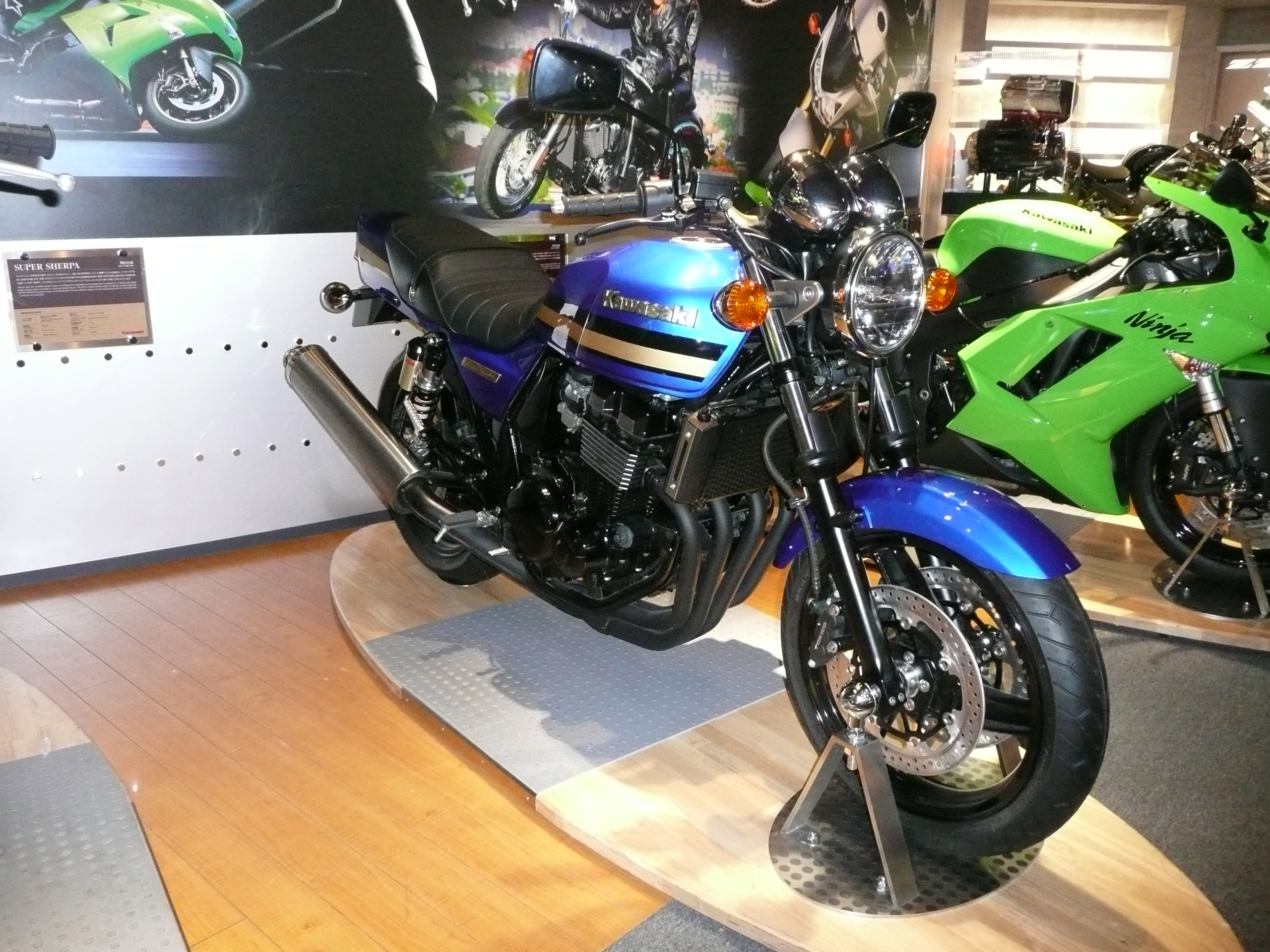
Kawasaki ZRX 1200 – naked

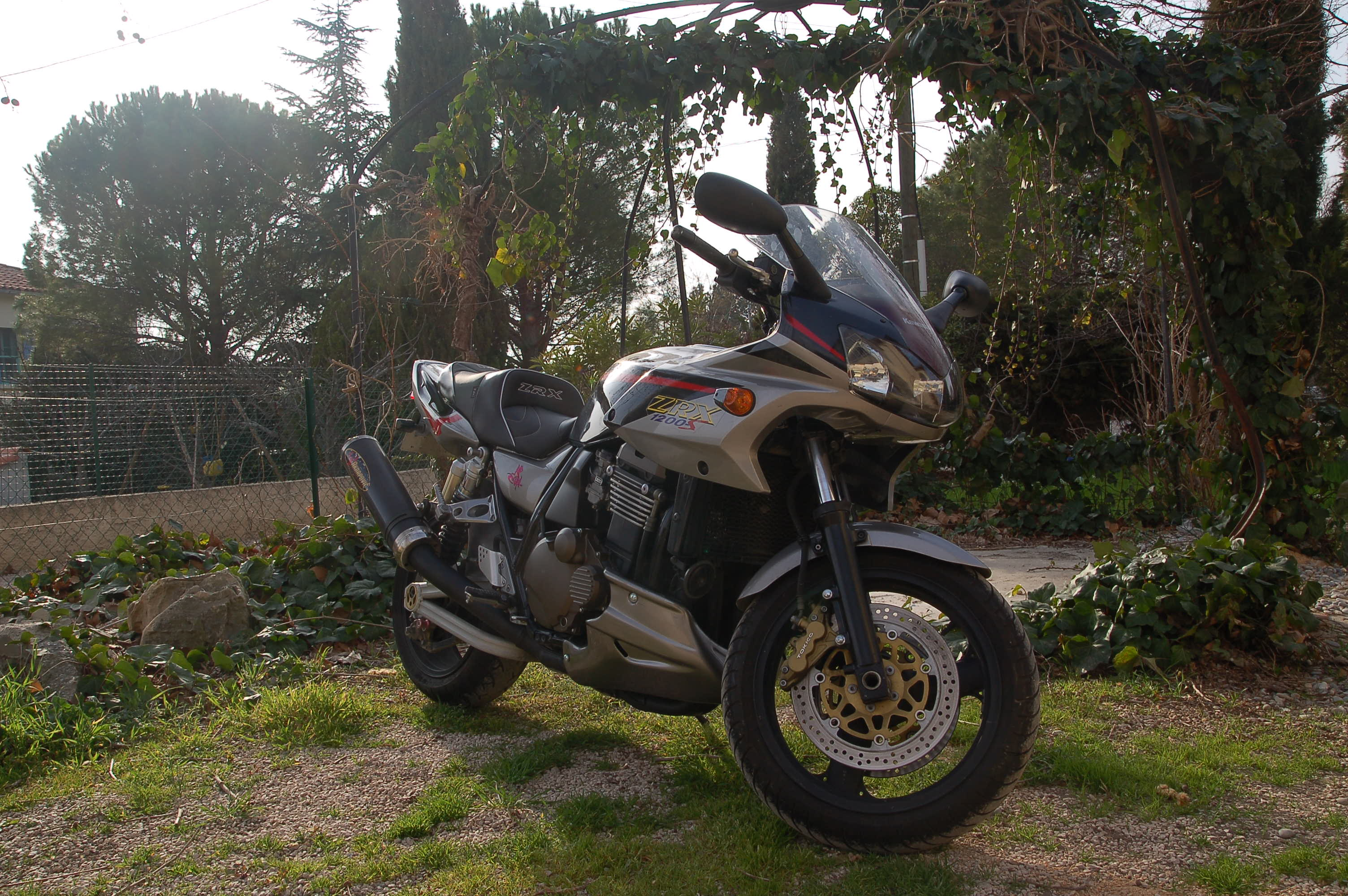
Kawasaki ZRX 1200S – model s polokapotáží

## Motor
Řadový, kapalinou chlazený čtyřválec DOHC o zdvihovém objemu 1164 cm³.

## Technické parametry
- Rám: dvojitý kolébkový ocelový
- Suchá hmotnost: 222 kg
- Pohotovostní hmotnost: kg
- Maximální rychlost: 242 km/h
- Spotřeba paliva: 6,5 l/100 km